# Lessertinella kulczynskii
Espèce
Synonymes
- Gongylidiellum kulczynskii Lessert, 1909

Lessertinella kulczynskii est une espèce d'araignées aranéomorphes de la famille des Linyphiidae.

## Distribution
Cette espèce se rencontre en France, en Allemagne, en Italie, en Suisse, au Liechtenstein, en Autriche, en Slovaquie et en Roumanie.

## Description
Le mâle holotype mesure 1,4 mm.
Les mâles mesurent de 1,4 à 1,7 mm et la femelle 1,7 mm.

## Systématique et taxinomie
Cette espèce a été décrite sous le protonyme Gongylidiellum kulczynskii par Lessert en 1909. Elle est placée dans le genre Lessertinella par Denis en 1947.

## Étymologie
Cette espèce est nommée en l'honneur de Władysław Kulczyński.

## Publication originale
- Lessert, 1909 : « Note sur deux araignées nouvelles de la famille des Argiopidae. » Revue Suisse de Zoologie, vol. 17, no 1, p. 79-83 (texte intégral).